# Alexandria (New York)
Alexandria est une ville (town) située dans le comté de Jefferson, dans l'État de New York, aux États-Unis,. En 2010, elle comptait une population de 4 061 habitants.

## Démographie
Lors du recensement de 2010, la ville comptait une population de 4 061 habitants. Elle est estimée, en 2016, à 4 018 habitants.